# Agnès Gillieron
Agnès Gillieron est une pianofortiste classique française.

## Biographie
Agnès Gillieron commence à étudier le piano à l'âge de huit ans. Elle obtient sa licence  de l’École normale de musique de Paris, puis se forme au clavecin avec Huguette Dreyfus, Ruggero Gerlin et Rafael Puyana, obtenant le premier prix du Conservatoire national supérieur de musique et de danse de Paris. Elle fait ensuite la découverte du piano-forte avec Jorg Demus. Elle joue des piano-fortes historiques reconstitués et devient l'interprète de compositeurs comme Haydn, Mozart, Beethoven, Schubert, Scarlatti  et Chopin,,.
Elle donne de nombreux concerts-conférences sur son instrument préféré, le piano-forte.
En 2011, elle forme le duo Stellato avec le flûtiste Franck Passabet de Labiste.
Elle réside à Plouguiel (Côtes-d'Armor) en Bretagne.

## Prix et distinctions
- prix de la Fondation de la vocation[1].

## Discographie
- Clementi, Sonates, op. 34 no 2, op. 40 no 2 et op. 41 - sur un instrument de Johannes Carda, copie d'un piano-forte d'Anton Walter c.1790 (1983, Calliope) (OCLC 862886532)
- Haydn, Sonates nos 38, 53 et 62 (Hob:XVI/23,34 et 52) (octobre 1981, Calliope) (OCLC 221401681)
- Scarlatti, 14 sonates K. 9, 20, 69, 193, 208, 213, 247, 266, 300, 426, 427, 481, 487 et 513 - sur piano-forte, copie d’Anton Walter de 1785 (juin 1985, Calliope) (OCLC 25570336)